# Skate Canada International de 2002
O Skate Canada International de 2002 foi a vigésima nona edição do Skate Canada International, um evento anual de patinação artística no gelo organizado pelo Skate Canada, e que fez parte do Grand Prix de 2002–03. A competição foi disputada entre os dias 31 de outubro e 3 de novembro, na cidade de Quebec City, Quebec, Canadá.

## Eventos
- Individual masculino
- Individual feminino
- Duplas
- Dança no gelo

## Medalhistas
| Evento                        | Ouro                                        | Prata                                           | Bronze                                        |
| Individual masculino detalhes | Takeshi Honda · Japão                       | Emanuel Sandhu · Canadá                         | Stanislav Timchenko · Rússia                  |
| Individual feminino detalhes  | Sasha Cohen · Estados Unidos                | Fumie Suguri · Japão                            | Viktoria Volchkova · Rússia                   |
| Duplas detalhes               | Tatiana Totmianina · Maxim Marinin · Rússia | Pang Qing · Tong Jian · China                   | Anabelle Langlois · Patrice Archetto · Canadá |
| Dança no gelo detalhes        | Elena Grushina · Ruslan Goncharov · Ucrânia | Marie-France Dubreuil · Patrice Lauzon · Canadá | Svetlana Kulikova · Arseni Markov · Rússia    |

## Resultados

### Individual masculino
| Pos.              | Nome                 | Nacionalidade  | Pontos | PC | PL |
| ----------------- | -------------------- | -------------- | ------ | -- | -- |
| Medalha de ouro   | Takeshi Honda        | Japão          | 2.0    | 2  | 1  |
| Medalha de prata  | Emanuel Sandhu       | Canadá         | 2.5    | 1  | 2  |
| Medalha de bronze | Stanislav Timchenko  | Rússia         | 5.0    | 4  | 3  |
| 4                 | Stanick Jeannette    | França         | 5.5    | 3  | 4  |
| 5                 | Derrick Delmore      | Estados Unidos | 9.0    | 8  | 5  |
| 6                 | Ryan Bradley         | Estados Unidos | 9.5    | 7  | 6  |
| 7                 | Jeffrey Buttle       | Canadá         | 9.5    | 5  | 7  |
| 8                 | Ma Xiaodong          | China          | 11.0   | 6  | 8  |
| 9                 | Jayson Dénommée      | Canadá         | 13.5   | 9  | 9  |
| WD                | Kevin van der Perren | Bélgica        | —      | WD |    |

### Individual feminino
| Pos.              | Nome               | Nacionalidade  | Pontos | PC | PL |
| ----------------- | ------------------ | -------------- | ------ | -- | -- |
| Medalha de ouro   | Sasha Cohen        | Estados Unidos | 1.5    | 1  | 1  |
| Medalha de prata  | Fumie Suguri       | Japão          | 3.0    | 2  | 2  |
| Medalha de bronze | Viktoria Volchkova | Rússia         | 4.5    | 3  | 3  |
| 4                 | Jennifer Robinson  | Canadá         | 6.0    | 6  | 3  |
| 5                 | Zuzana Babiaková   | Eslováquia     | 8.0    | 4  | 6  |
| 6                 | Jennifer Kirk      | Estados Unidos | 8.5    | 7  | 5  |
| 7                 | Annie Bellemare    | Canadá         | 9.5    | 5  | 7  |
| 8                 | Michelle Currie    | Canadá         | 12.5   | 9  | 8  |
| 9                 | Susanna Poykio     | Finlândia      | 14.0   | 10 | 9  |
| 10                | Anne-Sophie Calvez | França         | 14.0   | 8  | 10 |

### Duplas
| Pos.              | Nome                                  | Nacionalidade  | Pontos | PC | PL |
| ----------------- | ------------------------------------- | -------------- | ------ | -- | -- |
| Medalha de ouro   | Tatiana Totmianina / Maxim Marinin    | Rússia         | 1.5    | 1  | 1  |
| Medalha de prata  | Pang Qing / Tong Jian                 | China          | 3.0    | 2  | 2  |
| Medalha de bronze | Anabelle Langlois / Patrice Archetto  | Canadá         | 4.5    | 3  | 3  |
| 4                 | Jacinthe Larivière / Lenny Faustino   | Canadá         | 7.0    | 4  | 5  |
| 5                 | Tiffany Scott / Philip Dulebohn       | Estados Unidos | 8.0    | 8  | 4  |
| 6                 | Valérie Marcoux / Craig Buntin        | Canadá         | 8.5    | 5  | 6  |
| 7                 | Kathryn Orscher / Garrett Lucash      | Estados Unidos | 10.0   | 6  | 7  |
| 8                 | Stephanie Kalesavich / Aaron Parchem  | Estados Unidos | 12.5   | 9  | 8  |
| 9                 | Tatiana Chuvaeva / Dmitri Palamarchuk | Ucrânia        | 12.5   | 7  | 9  |

### Dança no gelo
| Pos.              | Nome                                   | Nacionalidade  | Pontos | DC | DO | DL |
| ----------------- | -------------------------------------- | -------------- | ------ | -- | -- | -- |
| Medalha de ouro   | Elena Grushina / Ruslan Goncharov      | Ucrânia        | 2.0    | 1  | 1  | 1  |
| Medalha de prata  | Marie-France Dubreuil / Patrice Lauzon | Canadá         | 4.0    | 2  | 2  | 2  |
| Medalha de bronze | Svetlana Kulikova / Arseni Markov      | Rússia         | 7.0    | 4  | 4  | 3  |
| 4                 | Albena Denkova / Maxim Staviyski       | Bulgária       | 7.0    | 3  | 3  | 4  |
| 5                 | Federica Faiella / Massimo Scali       | Itália         | 10.0   | 5  | 5  | 5  |
| 6                 | Sylwia Nowak / Sebastian Kolasiński    | Polônia        | 12.0   | 6  | 6  | 6  |
| 7                 | Kristin Fraser / Igor Lukanin          | Azerbaijão     | 14.4   | 8  | 7  | 7  |
| 8                 | Melissa Gregory / Denis Petukhov       | Estados Unidos | 15.6   | 7  | 8  | 8  |
| 9                 | Stephanie Rauer / Thomas Rauer         | Alemanha       | 19.4   | 11 | 10 | 9  |
| 10                | Josée Piché / Pascal Denis             | Canadá         | 19.4   | 10 | 9  | 10 |
| 11                | Nathalie Péchalat / Fabian Bourzat     | França         | 21.2   | 9  | 11 | 11 |

## Quadro de medalhas
| Ordem | País           | Medalha de ouro | Medalha de prata | Medalha de bronze |    | Ordem por total |
| ----- | -------------- | --------------- | ---------------- | ----------------- | -- | --------------- |
| 1     | Japão          | 1               | 1                |                   | 2  | 3               |
| 2     | Rússia         | 1               |                  | 3                 | 4  | 1               |
| 3     | Estados Unidos | 1               |                  |                   | 1  | 4               |
| 3     | Ucrânia        | 1               |                  |                   | 1  | 4               |
| 5     | Canadá         |                 | 2                | 1                 | 3  | 2               |
| 6     | China          |                 | 1                |                   | 1  | 4               |
| TOTAL | TOTAL          | 4               | 4                | 4                 | 12 | —               |